# Tetrapsyllus bleptus
Tetrapsyllus bleptus är en loppart som först beskrevs av Jordan et Rothschild 1923.  Tetrapsyllus bleptus ingår i släktet Tetrapsyllus och familjen Rhopalopsyllidae. Inga underarter finns listade i Catalogue of Life.